# عبد الولي الأركاني
عبد الولي الأركاني من قارئي القرآن الكريم ومن أئمة المساجد في المملكة العربية السعودية ، تخرج من دار الحديث الخيرية بمكة المكرمة، عمل امامًا لمسجد خادم الحرمين الشريفين بجدة، يعمل حاليًا إمام جامع هشام عبد الرحمن جعفر آل ريس، بمنطقة البحير بالرفاع في مملكة البحرين.